# الأنثروبولوجيا التطورية
الأنثروبولوجيا التطورية (بالإنجليزية: Evolutionary anthropology)‏ التي هي دراسة متعددة التخصصات لتطور جسم الإنسان والسلوك البشري والعلاقة بين الإنسان البدائي والرئيسيات غير البشرية، على العلوم الطبيعية والعلوم الاجتماعية. وتشمل مختلف مجالات وتخصصات الأنثروبولوجيا التطورية ما يلي:
- التطور البشري ودراسة أصل الانسان
- علم مستحاثات البشر وعلم الإحَاثَة لكل من الرئيسيات البشرية وغير البشرية
- علم الرئيسيات وعلم السلوك الحيواني
- التطور الاجتماعي والثقافي للسلوك البشري، بما في ذلك مناهج النشوء والتطور في علم اللسانيات التاريخي
- الأنثروبولوجيا الثقافية وعلم الاجتماع
- الدراسة الأثرية للتكنولوجيا البشرية وتغيراتها عبر الزمان والمكان
- علم الوراثة التطوري البشري والتغيرات في الجينوم البشري بمرور الزمن
- علم الأعصاب وعلم الغدد الصماء والأنثروبولوجيا العصبية لإدراك الإنسان والرئيسيات والثقافة والأفعال والقدرات
- علم البيئة السلوكي البشري والتفاعل بين الإنسان والبيئة
- دراسات في علم التشريح البشري، وعلم وظائف الأعضاء، والبيولوجيا الجزيئية، والكيمياء الحيوية، والاختلافات والتغيرات بين الأنواع، والاختلاف بين المجموعات البشرية، والعلاقات مع العوامل الثقافية

تدرس الأنثروبولوجيا التطورية كلا من التطور البيولوجي والثقافي للبشر، في الماضي والحاضر. وبناءً على نهج علمي، فإنها تجمع مجالات مثل علم الآثار، وعلم البيئة السلوكي، وعلم النفس، وعلم الحيوانات الأولية، وعلم الوراثة. كمجال ديناميكي ومتعدد التخصصات، فهذا المجال يعتمد على العديد من الأدلة لفهم العادة البشرية، في الماضي والحاضر.
تركز دراسات التطور البيولوجي البشري بشكل عام على تطور الشكل البشري. ويتضمن التطور الثقافي دراسة التغيير الثقافي عبر الزمان والمكان وكثيراً ما يشتمل على نماذج تعلم ثقافي. والتطور الثقافي ليس مثل التطور البيولوجي، فالثقافة البشرية تتضمن نقل المعلومات الثقافية (قارن علم التطور الثقافي)، ويمكن أن يتصرف هذا التعلم بطرق مختلفة تمامًا عن البيولوجيا البشرية وعلم الوراثة. ويدرس التغيير الثقافي بشكل متزايد من خلال نماذج التصنيف التفرعي والنماذج الجينية.

## مقالات ذات صلة
- علم الإنسان
- نظرية الوراثة المزدوجة
- علم الأعصاب التطوري
- علم النفس التطوري
- بشراناوات
- فلسفة علم الأحياء
- علم الأحياء الاجتماعي